# Frans Demol
Frans Laurent Demol (Beersel, 19 augustus 1895 - Vorst, 14 februari 1966) was een Belgisch voetballer die speelde als verdediger. Hij voetbalde in Eerste klasse bij Union Sint-Gillis en speelde 19 wedstrijden met het Belgisch voetbalelftal. Na zijn spelersloopbaan werd Demol voetbaltrainer en was hij een tijdje de nationale bondscoach.

## Loopbaan

### Als speler
Demol sloot zich op 12-jarige leeftijd aan bij Union Sint-Gillis waar hij de jeugdreeksen doorliep. In 1914 debuteerde hij als linksachter in het eerste elftal van de ploeg en won in zijn eerste seizoen de Beker van België. Op dat moment brak de Eerste Wereldoorlog uit en de competitie werd stilgelegd tot in 1919. Na de oorlog werd Demol met de ploeg landskampioen in 1923. Hij bleef er tot in 1927 en speelde in totaal 176 wedstrijden waarin hij negentienmaal scoorde. In 1920 verdween hij plots naar AEC Mons in tweede klasse. Na de eerste speeldag, waar hij op strafschop scoorde, speelde hij er al niet meer mee. Blijkbaar werd de transfer niet goed gekeurd en moest hij wachten op het nieuwe jaar om vervolgens in de terugronde terug bij Union SG aan te sluiten.
In 1924 werd Demol voor het eerst geselecteerd voor het Belgisch voetbalelftal waarmee hij 19 wedstrijden speelde tussen 1924 en 1927. Demol zat in de selectie van de ploeg die op de Olympische Zomerspelen 1924 in Parijs actief was maar hij speelde er geen wedstrijden.

### Als trainer
In 1927 trok Demol als trainer naar RC Tienen dat op dat moment actief was in Derde klasse. In 1931 werd de promotie naar Tweede klasse gevierd.Dat hij er bleef tot de oorlog is (nog) niet geweten.
In 1944 werd Demol bondscoach van het Belgisch voetbalelftal. Hij zat tijdens acht wedstrijden op de trainersbank maar kon er geen grote successen oogsten. In 1946 trok Demol terug naar RC Tienen en was er nog één seizoen trainer van de ploeg.